# Pierre-Amé-Michel Lejosne de l'Espierre
Compléments
Guillotiné
Pierre-Amé-Michel Lejosne de l'Espierre était avocat au parlement de Flandre au moment de la Révolution française et ses idées étaient entièrement opposées à celles de cette époque.
- Après la mort de Louis XVI il entra en conspiration pour renverser la République.
- Arrêté sur la Frontière il fut conduit à Lille il s'écria sur l'échafaud « Vive le Roi »

- Le représentant du Peuple Florent Guiot rend compte à la Convention nationale de la mort de Lejosne en ces termes :

M. Lejosne, noble, avocat, et convaincu » d'intelligence criminelle avec les ennemis » de la République, a été guillotiné le 25 pluviôse, ainsi qu'un de ses complices. Deux  autres ont subi le même sort deux jours après, et il se trouve encore dans les maisons d'arrêt de Lille une vingtaine de personnes impliquées dans le même complot. Je puis vous assurer que la guillotine ne se reposera point qu'elle n'ait fait tomber la tête de  tous les coupables.
La conspiration de Lejosne a été défigurée dans plusieurs papiers publics ; et quelques hommes qui n'ont pas osé se nommer ont voulu faire croire que la découverte de  cette conspiration était leur ouvrage. Je dois  donc, pour être vrai et juste, vous déclarer  que c'est le général de division Sachant, et  le chef de brigade Duverger, chef d'état-major de la même division, qui ont rendu  ce service à la République. Ils ont l'ait arrêter aux avant-postes et amener devant moi le porteur de la correspondance. Je l'ai questionné, pressé et tourmenté pendant plusieurs heures ; enfin il m'a déclaré le nom d'un de ses complices, et celui-ci m'a fait découvrir tous les autres. 
C'était un honneur alors de fournir beaucoup de têtes au bourreau, et Florent Guiot comptait avoir bien mérité de la patrie, en ne laissant pas reposer la guillotine
- Il a pour frère Étienne-Philippe-Marie Lejosne né à Douai le 5 août 1755 député à l'Assemblée nationale mort en octobre 1841 à Santes dont il fut maire durant dix ans